# Ulla von Höpken

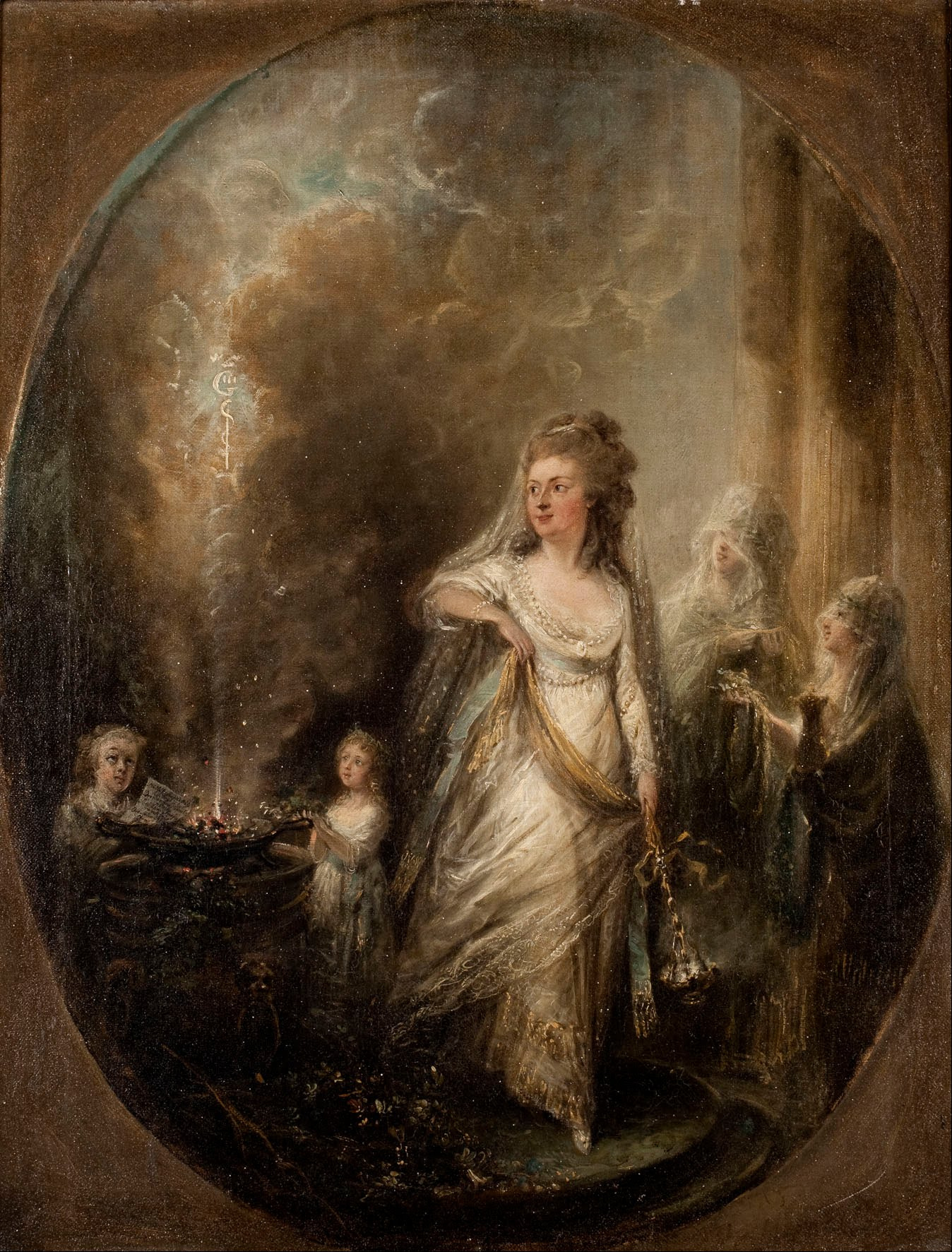
Elias Martin - Ulla von Höpken

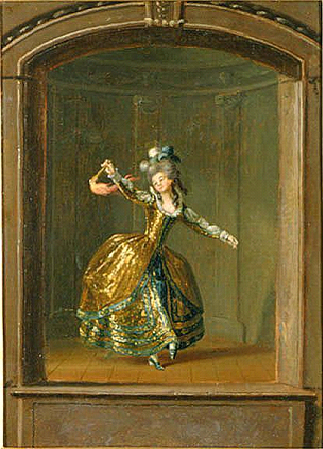
Ulrika Eleonora von Fersen i Gustav III:s amatörteater.

Ulrika "Ulla" Eleonora von Höpken, senare von Wright, född von Fersen den 24 mars 1749, död den 17 september 1810 på Frötuna gård i Rasbo socken, var en svensk adelsdam och statsfru. Hon var en av den gustavianska tidens mest välkända personligheter och är känd i historien som en av "de tre gracerna". Hon var under sin samtid välkänd för sitt kärleksliv, omnämns i samtida memoarer och dagböcker och har även gestaltats inom kulturen.

## Biografi

### Familj
Ulla von Höpken var en av sex döttrar till överhovjägmästare greve Carl Reinhold von Fersen och Charlotta Sparre. Hon var sondotter till Hans von Fersen, brorsdotter till Axel von Fersen d.ä. och kusin till Axel von Fersen d.y.. Gift 1770 med friherre Nils von Höpken (f. 1750, d. 1780), ryttmästare vid skånska kavalleriet. Gift 1797 med överste Georg Jonas von Wright. Hon fick barnen Ulrika Sofia Albertina von Höpken (1772, död ung), Nils von Höpken (1774–1829), och Augusta Lovisa von Höpken (1775–1801).

### Hovfröken
Ulla von Höpken presenterades tidigt vid hovet, där hon 1766–1770 var hovfröken hos Sofia Magdalena och gjorde succé med sin skönhet och charm. Under hennes tid som hovfröken blev prins Fredrik förälskad i henne och ville gifta sig med henne. Förälskelsen var dock inte helt besvarad, eftersom hon själv inte ska ha sett allvarligt på hans förälskelse utan endast sett den som ett smickrande tidsfördriv.
Fredriks uppvakting av henne varade i flera år och ägde rum parallellt med hans bror prins Karls uppvaktning av Brita Horn. Memoarförfattaren Adolf Ludvig Hamilton beskrev 1767 prinsarnas "menlösa kärlek till hovfröknarna Brita Horn och Ulrika Fersen. Prins Carls vänskap för den förstnämnda, prins Fredriks för fröken Fersen var lämpad efter båda fruntimmernas olika karaktär. Fröken Horn var blond, ärbar, ömsom kall, ömson öm. Hon hade sånär bragt sin influence till passion. Fröken Fersen, lustig, glad, munter, kapriciös, ansåg hela underhandlingen för ett litet tidsfördriv, som smickrade hennes egenkärlek, och lät därvid bero."
Under hovets vistelse på Drottningholm beskrivs några timmar på Kina slott: "I en vrå talade drottningen politik, konungen i en annan om hö- och havrepris med sin stallmästare, kronprinsen om moder och Frankrike med grevinnan Ribbing (född Löwen). Prins Fredrik smådisputerade med sin skönhet (Ulla Fersen), prins Carl stod träget bredvid sin (Brita Horn), men teg. Kronprinsessan småtrampade, leddes - resten av hovet gäspade eller sov." Förbindelsen antas i båda fallen aldrig ha fullbordats sexuellt.
Båda par utväxlade ringar och äktenskapslöften. Prins Fredrik Adolf friade till henne i Drottningholms slottspark, varefter: "hon skrattade och sade ja utan ett ögonblicks tvekan, road och smickrad. Hon skrattade också ännu när han kom och föreslog henne att de skulle växla ringar och blev inte allvarligare när han började överhopa henne med juvelsmycken och andra presenter". I båda fallen var kungahuset emot äktenskapen. I Fredriks fall var även hans tilltänktas familj emot äktenskapet. Däremot var Horns familj villiga att gå med på ett giftermål, och Karls uppvaktning av andra partners, som Elisabeth von Rosen och Sophie von Fersen, avböjdes med hänvisning till att han var bunden på annat håll. Under 1769 års riksdag fick prinsarnas förälskelser politisk betydelse. Mössorna med stöd av familjen Horn lovade att utverka riksdagens godkännande till ett giftermål mellan Brita Horn och prins Karl mot Karls stöd för deras parti. Som ett motdrag erbjöd Hattarna familjen von Fersen att utverka riksdagens stöd till ett äktenskap mellan prins Fredrik och Ulla von Fersen, men det förslaget avböjdes av den ovilliga familjen von Fersen. Båda kärleksförbindelser avslutades år 1770.
Hennes familj var ovillig att ge sitt tillstånd till giftermålet och tvingade henne att återsända presenterna. Då hon visade sig villig att gå med på äktenskap med Fredrik förklarade familjen, att den förste som friade till henne nästa gång skulle bli hennes tillkommande. Hon gifte sig med friherre Nils von Höpken 1770. Hennes äktenskap beskrivs som initialt lyckligt: de sades strunta i de ekonomiska problemen och liknades vid Amor och Psyche. Maken beskrivs som mycket vacker, men snart ruinerad genom slöseri och spel. Från 1773 levde de separerade, efter att maken ska ha misshandlat henne i svartsjuka. Maken levde sedan för vin och spel, medan hon återvände till hovet och ägnade sig åt att "behaga andra".

### Statsfru
Ulla von Höpken var hovdam och statsfru hos drottning Sofia Magdalena mellan 1775 och 1795. Hon var under den gustavianska epoken en känd gestalt i hovlivets nöjesliv.
Hennes mor hade under sin tid i Paris undervisats i dans av ballerinan Marie Sallé, en konst som hon sedan lärde ut till döttrarna Augusta och Ulla, som blev kända för sina färdigheter i dans vid hovets amatörteater. Bland de mest framstående medlemmarna i Gustav III:s amatörteater räknas Caroline Lewenhaupt, Carl von Fersen, Hedvig Ulrika De la Gardie, Nils Barck, Maria Aurora Uggla, Otto Jacob von Manteuffel Zöge, Bror Cederström samt systrarna Ulla von Höpken och Augusta Löwenhielm.
Ulla von Höpken väckte även uppseende för sina kläder. Hon klädde sig gärna i herrkläder och sågs en gång vid hovet "i livpagesurtut med en blå gördel om livet, med skinnbyxor, stövlar och sporrar" samtidigt som grevinnan Hamilton visade sig i brun surtut till vita byxor, något som Ehrensvärd betraktade som oanständigt.
Ulla von Höpken blev känd för sitt kärleksliv. År 1778 hade hon ett förhållande med kammarherre baron Evert Taube, som hon delade med Ulrika Eleonora Örnsköld. Samma år blev hon föremål för en skandal då falska brev som utgav sig vara skrivna av henne inbjöd flera män till henne för ett möte på samma gång. År 1781 författades karikatyren Lisimons för att beskriva hennes relation med tre olika män samtidigt, vilka därefter blev kallade för hennes lisimons. Från omkring 1780 och framåt, hade dock Ulla von Höpken ett seriös och permanent förhållande med "en vacker page", Georg von Wright, som hon sjutton år senare, så småningom, skulle gifta sig med. Hon blev något av en symbol för samtidens liberala sexualsyn i hovkretsen, och 1782 sades att "tidens Afrodite i Ulla Höpkens gestalt härskar suveränt".
Ulla von Höpken var nära vän till Gustav III, och de brukade tala till varandra på ett skämtsamt flirtigt sätt som tilldrog sig uppmärksamhet. Gustav III ska en gång ha sagt: "Ja, du Ulla och jag, vi äro väl vänner för evigt och skola aldrig lämna varandra". Ulla svarade då: "Tack så mycket, jag har redan upplevat ett olyckligt äktenskap och det kan vara alldeles nog". År 1780 lämnade hennes make plötsligt sitt regemente i Skåne utan lov och krävde att få bo hos sin maka på Gripsholms slott. Ulla von Höpken bad då Gustav III om hjälp, och han gav då order om att vid behov arrestera maken om nödvändigt för att föra honom tillbaka till Skåne. Ulla von Höpkens ställning som gunstling stördes 1782 i en konflikt som ska ha uppkommit då Gustav III:s nya gunstling Gustaf Mauritz Armfelt ska ha förtalat henne inför kungen sedan hon uttalat sig förklenande om Armfelt, men deras vänskapsrelation reparerades, och ännu år 1788 omtalade Hedvig Elisabet Charlotta henne i sin dagbok som en person som kunde tillåta sig att tala helt öppet till monarken. Claes Julius Ekeblad sade om henne att hon "torde ha varit orsak till många större händelser, både i allmänna societeten och i saker av större vikt".
Hedvig Elisabet Charlotta av Holstein-Gottorp ger följande beskrivning av henne i sin berömda dagbok från 1779: 
"Gift såsom helt ung och i saknad av en vårdad uppfostran, kastade hon sig genast in i en mängd äventyr. Alla herrar voro roade av hennes muntra och kvicka konversation; men hennes man, som var svartsjuk och brutal, grälade på henne, så snart hon talade med någon, och nöjde sig slutligen ej med hårda ord utan började misshandla henne. Själv vistades han på värdshus och brukade supa sig full samt spela höga spel, varvid han för det mesta förlorade, och det beklagansvärda tillstånd, varuti han således lämnade sin hustru, har säkerligen bidragit till hennes nuvarande levnadssätt, ty sedan hon på sätt och vis lever skild från sin man, har hon riktigt slagit sig lös. Man måste vara överseende med hennes fel, som ju mest skada henne själv; men vad som är svårare att förlåta är allt det myckna bråk, som hon ständigt ställer till. Som hon lyckats innästla sig uti kungens gunst, tål hon icke, att han visar uppmärksamhet emot någon annan, och hon vill gärna gå och gälla för att vara favoritsultaninna, ehuru ej alltid med vidare framgång. Hennes natur företer en egendomlig blandning av förstånd och lättsinne, och det är ej utan att hon är litet elak. Jag skulle ej vilja vara hennes förtrogna vän, ty hon är ej särdeles grannlaga och skulle utan tvekan sätta den heligaste vänskapsförbindelse på spel, endast för nöjet att få säga en kvickhet; lika ogärna skulle jag vilja vara på spänd fot med henne, ty sina ovänner behandlar hon skoningslöst och skyr ej att utsprida allt möjligt förtal. Hennes ganska lysande själsgåvor äro föga uppodlade, och hon är ej vidare road av läsning och saknar fullständigt allt begrepp om det passande; det är något, som hon ej ens känner till namnet. Hon är mycket behaglig och ser verkligen särdeles bra ut och liknande, åtminstone då hon ännu hade hela sin fraicheur i behåll, fullkomligt en Hebe, varför kungen också lät den namnkunnige bildhuggaren Sergel sätta hennes huvud och anletsdrag på en Venusbild."
I ett tillägg från 1782 tillägger dock Hedvig Elisabet Charlotta, att Ulla von Höpken hade förändrats sedan hon 1781 inledde ett fast förhållande och sedan dess hade uppfört sig "mer passande".
Ulla von Höpken kom i konflikt med Gustav III efter att denne vid riksdagen 1789 låtit arrestera hennes farbror. Hon lämnade slutligen hovet tillsammans med sin syster Augusta år 1795, som en markering mot att deras mor förlorat sin ställning som överhovmästarinna. Hon gifte sig 1797 med en "trogen beundrare", den fem år yngre överste Georg Jonas von Wright, och ska ha levat ett lyckligt liv med honom i Uppsala. Efter makens död 1800 levde hon med sina systrar och "blevo lika allmänt vördade för sin välgörenhet som värderade för sin allmänna välvilja och den finare bildning, som företrädesvis tillkom de personer, som bildat sig vid Gustav III:s hov".

## Ulla von Höpken inom kulturen

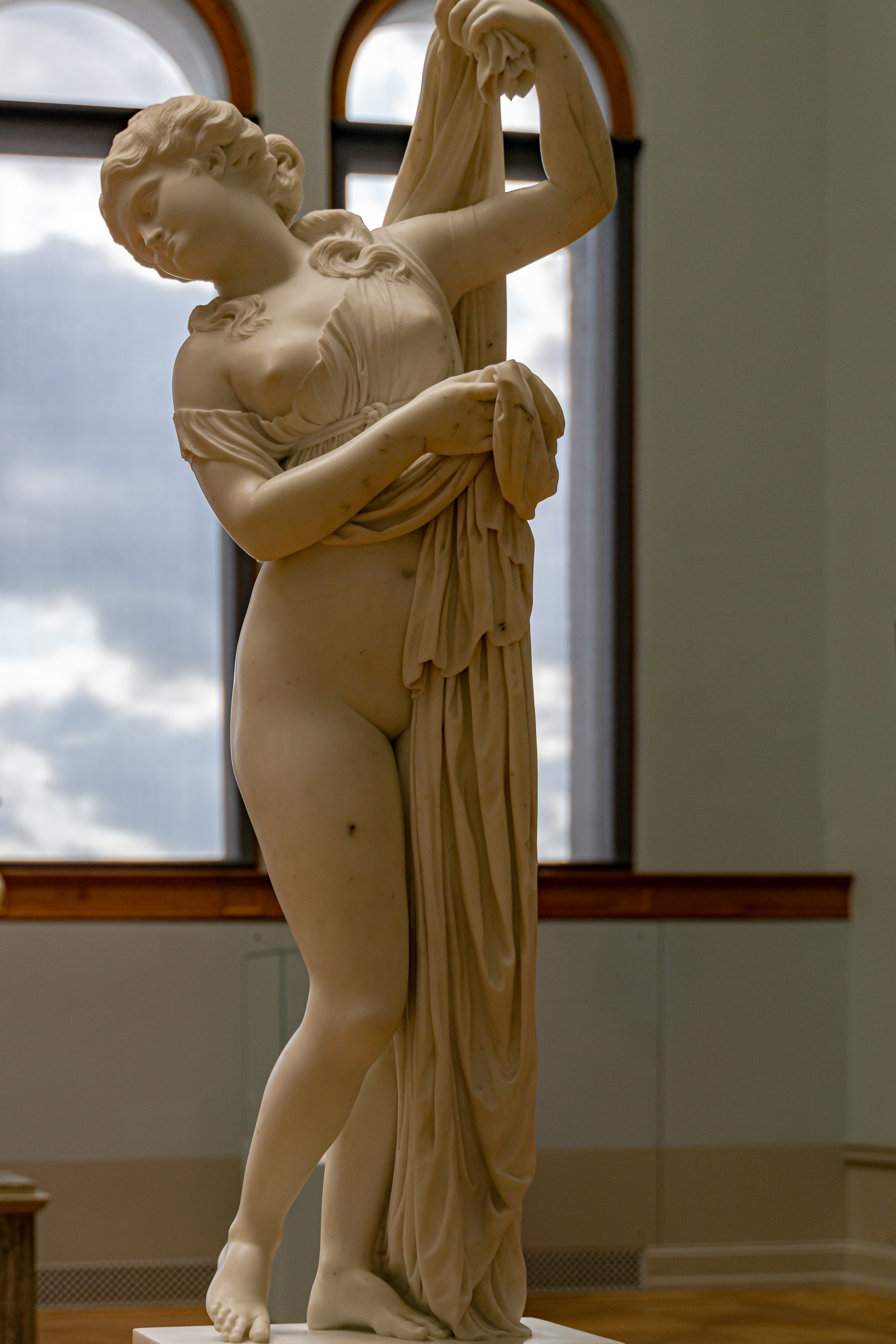
Aphrodite Kallipygos eller Venus aux belles fesses (1779) av Johan Tobias Sergel, som på order av Gustav III använde Ulla von Höpken som modell. Nationalmuseum.

Tillsammans med sin syster Augusta Fersen och Lovisa Meijerfeldt kallades hon en av "de tre gracerna", uttryckt i en berömd dikt av Johan Henric Kellgren, Gracernas döpelse från 1781.
Ulla von Höpken avbildades en gång på Gustav III:s beställning som modell för den nakna Venus av Sergel, Venus aux belles fesses (1779), som beställdes av Gustav som motvikt till "Apollino" i hans salong. Han ville ha en Venus Kallipygos, och som "en kompliment åt våra hofdamer" skulle Ulla stå modell för denna. Det sades att statyn hade beställts av kungen för att föreviga von Höpkens "femtonåriga tjänst hos Venus". Claes Julius Ekeblad skrev om denna: "Sergel, har av modestie eller därför att onkel Axel bett honom icke förlänat poträttet all den likhet, som han kunnat giva det, men icke desto mindre känner man gott igen henne. Jag tillstår, att jag aldrig, trots den likgiltighet man visar för skvaller, skulle kunnat föreställa mig något sådant som att få se bilden av en femme de qualité på detta sätt exponerad för hela världens blickar." Statyn kom sedan till Nationalmuseum.
En fregatt, Ulla Fersen (1789), namngavs efter henne: den tjänstgjorde i kriget 1790 och erövrades av britterna på väg till Saint Barthelemy i mars 1801.
Ole Söderström skrev en roman om henne: Venus i rokoko: en roman om Ulla von Fersen (Christofers förlag 1960). Hon har betraktats som Bellmans "Ulla Winblad i högreståndsmiljö". G. H. Mellin skrev novellen »Ulla Fersen» (1845).

## Galleri

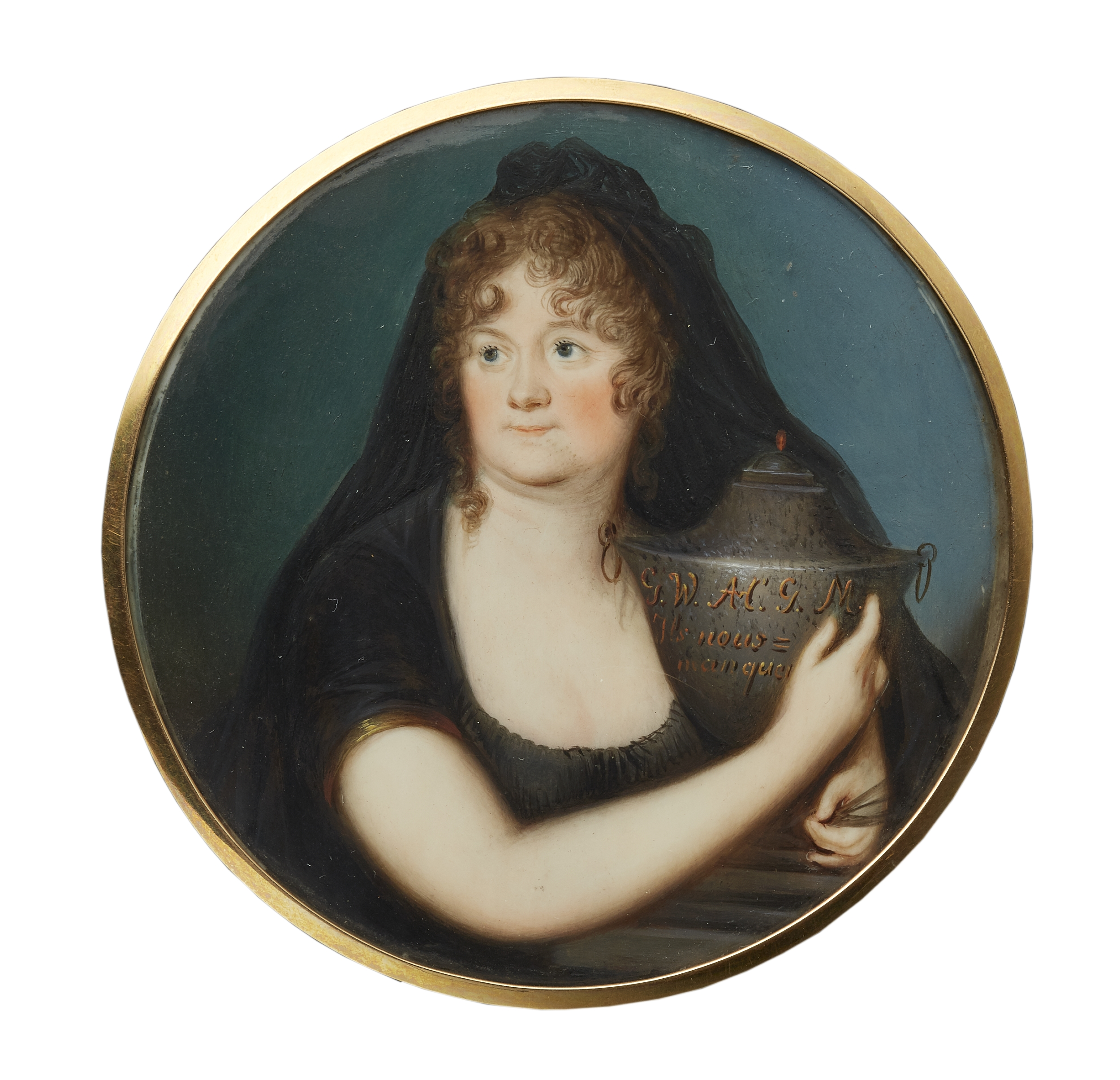
Ulla von Höpken avporträtterad ca 1802 efter förlusten av sin andra make och sin dotter. Miniatyr av Johan Erik Bolinder.
Gustav III, 1746–1792, kung av Sverige och Ulrika Eleonora von Fersen, 1749–1810.